# Łańcuchy mięśniowe GDS
Ten artykuł opisuje teorie, metody lub czynności niezgodne ze współczesną wiedzą medyczną.
Metoda łańcuchów mięśniowych i stawowych (GDS) (metoda GDS, metoda łańcuchów mięśniowych) – metoda fizjoterapeutyczna opracowana przez Godelieve Denys-Struyf. Metoda łączy funkcjonowanie ciała z psychiką człowieka. Zgodnie z jej założeniami, poszczególne części ciała są zależne od siebie, a wzajemne powiązania między nimi tworzone są przez mięśnie. Mięśnie utożsamiane są tu także z „narzędziami wyrazu psychiczno-cielesnego” mającego szerokie oddziaływanie zarówno na funkcjonowanie psychiczne, jak i fizyczne człowieka.
Metoda ta ma oddziaływać leczniczo za pomocą między innymi: optymalizowania możliwości ciała, uświadamiania poprawnych gestów, nauki kierowania napięciami związanymi z zachowaniem. Zalecana jest dla pacjentów niezależnie od wieku, jej stosowanie ma nie tylko pomagać w usuwaniu różnorodnych patologii związanych z postawą i napięciami mięśniowymi, ale także zabezpieczać przed ich nawrotami.

## Skuteczność metody łańcuchów mięśniowych GDS
W bazie artykułów naukowych PubMed gromadzącej doniesienia naukowe z zakresu nauk medycznych dostępne są dwie analizy empiryczne dotyczące skuteczności założeń metody GDS (stan na marzec 2015). Artykuły te dotyczą zastosowania rehabilitacji z wykorzystaniem metody GDS w leczeniu bólów odcinka lędźwiowego kręgosłupa.
W artykule z roku 2009 Effectiveness of the Physical Therapy Godelive Denys-Struyf Method for Nonspecific Low Back Pain porównywano skuteczność metody GDS w leczeniu bólów lędźwiowego odcinka kręgosłupa ze skutecznością leczenia fizykoterapeutycznego i standardowych ćwiczeń. W obu grupach zaobserwowano poprawę w zakresie sprawności funkcjonalnej (Oswestry Index), oceny bólu (skala VAS) oraz jakości życia (skala SF-36) po zakończeniu leczenia, oraz po 3 miesiącach od zakończenia leczenia; w grupie GDS poprawa była nieznacznie większa. Po 6 miesiącach od zakończenia leczenia w grupie GDS analizowane wskaźniki wciąż utrzymywały się na poziomie nieznacznie wyższym niż przed leczeniem, podczas gdy w grupie pacjentów leczonych fizykoterapią i standardowymi ćwiczeniami powróciły do poziomu z początku leczenia.
W drugim z badań z roku 2015 dotyczących efektywności metody GDS, Effectiveness of the Godelieve Denys-Struyf (GDS) Method in People With Low Back Pain: Cluster Randomized Controlled Trial, porównywano skuteczność leczenia bólu lędźwiowego odcinka kręgosłupa pomiędzy trzema grupami: (1) pacjentami otrzymującymi standardowe zabiegi fizjoterapeutyczne stosowane w bólu dolnego odcinka kręgosłupa zgodnie ze standardami The Spanish National Health Service (SNHS), (2) pacjentami otrzymującymi grupowe (10-12 osób) sesje lecznicze metodą GDS, (3) pacjentami, którzy oprócz uczestnictwa w sesjach grupowych GDS otrzymywali indywidualne sesje GDS. W każdej z grup analizowano: subiektywną ocenę poziomu niepełnosprawności (Roland-Morris Questionnaire), jakość życia (skala SF-12) oraz poziom odczuwanego bólu (skala Pl-NRSs). Badanie wykazało, iż poszczególne grupy nie różniły się poziomem bólu, każde z zastosowanych oddziaływań w podobnym stopniu przyczyniło się do zmniejszenia odczuć bólowych. Pacjenci otrzymujący grupowe sesje GDS obserwowali nieznaczne wyższą poprawę w zakresie poziomu niepełnosprawności po 12 miesiącach od zakończenia leczenia niż pacjenci otrzymujący standardową fizjoterapię. Efekty te zanikały w grupie pacjentów otrzymujących indywidualne sesje GDS, w tej grupie nie wykazano różnic w niepełnosprawności w stosunku do standardowej fizjoterapii.
Autorzy badania konkludują, iż:
- Grupowe sesje GDS mogą być nieznacznie skuteczniejsze w leczeniu bólu lędźwiowego odcinka kręgosłupa niż standardowa fizjoterapia.
- Metodę GDS powinno się stosować raczej grupowo niż indywidualnie lub przeszkolenie, które zastosowano dla terapeutów indywidualnych, było niewłaściwe.
- Postrzeganie GDS jako nowatorskiej metody może przyczyniać się do występowania efektu placebo wśród pacjentów, zwłaszcza gdy jako miarę skuteczności bierzemy subiektywne oceny pacjentów.
- Wymagane są dalsze badania nad metodą GDS porównujące jej skuteczność z innymi zabiegami fizjoterapeutycznymi.

## Obecny stan badań - podsumowanie
Dotychczas w anglojęzycznych recenzowanych czasopismach naukowych ukazały się dwa artykuły dotyczące skuteczności metody GDS. Analizy te dotyczyły oddziaływania metodą GDS na bóle lędźwiowego odcinka kręgosłupa. W jednym z badań obserwowano poprawę w przypadku indywidualnych sesji GDS, w drugim takie sesje zniosły efekt poprawy. W związku z małą liczbą badań i ich sprzecznymi wynikami, faktem jest, iż obecnie nie można jednoznacznie ustalić, jaką rolę w leczeniu bólów kręgosłupa lędźwiowego odgrywa stosowanie założeń metody GDS.
Wyniki dotychczasowych badań są źródłem hipotez dla badaczy i praktyków i mogą posłużyć jako punkt wyjścia do dalszych analiz skuteczności metody GDS.
Brak jest w literaturze medycznej rzetelnych badań dotyczących stosowania metody GDS w schorzeniach innych niż bóle kręgosłupa lędźwiowego. Zatem w świetle obecnej wiedzy nie ma uzasadnienia dla stosowania metody GDS w schorzeniach i patologiach narządu ruchu oraz zespołach bólowych innych niż bóle kręgosłupa lędźwiowego.
Pomimo istnienia w literaturze jedynie dwóch badań empirycznych odnoszących się do jednego schorzenia, autorzy szkoleń terapii metodą GDS podają, iż „Istnieją liczne wskazania do stosowania metody Łańcuchów Mięśniowych”versusmedicus.

## Metody łańcuchów mięśniowych GDS z ekonomicznego punktu widzenia
Warto rozważyć ekonomiczne uzasadnienie stosowania metody łańcuchów mięśniowych GDS w leczeniu bólu lędźwiowego odcinka kręgosłupa. Nauka stosowania metody łańcuchów mięśniowych GDS wymaga szkoleń oraz kilkumiesięcznej praktyki. Kurs "Łańcuchów Mięśniowych" jest dwustopniowy, i składa się w sumie z jedenastu 4-dniowych zjazdów. Przykładowy koszt szkolenia w lipcu 2014 wynosił 2000 PLN za jeden zjazd, co daje ponad 20 000 PLN za całościowy kurs. Tymczasem dotychczasowe badania przytaczane powyżej wskazują, że efektywność stosowania tej metody jest dyskusyjna.

## Metoda łańcuchów mięśniowych GDS w świetle Kodeksu Etycznego Fizjoterapeuty Rzeczypospolitej Polskiej
Kodeks Etyczny Fizjoterapeuty Rzeczypospolitej Polskiej stanowi, iż:
Art.29. Fizjoterapeuta stosuje tylko metody uznane i zweryfikowane przez naukę. Nie wolno mu współdziałać z osobami, które nie posiadają uprawnień do działań w zakresie ochrony zdrowia.
Kodeks etyczny Fizjoterapeuty Rzeczypospolitej Polskiej nie precyzuje jak należy rozumieć metody uznane i zweryfikowane przez naukę. Niektórzy autorzy twierdzą, iż, aby uznać teorię naukową za prawdziwą należy obserwować zgodność jej założeń z doświadczeniem. Badania doświadczalne nad metodą łańcuchów mięśniowych GDS są nieliczne i wskazują, iż stosowanie metody daje wyniki niezgodne z przewidywaniami np. obniżenie skuteczności oddziaływań terapeutycznych w przypadku sesji indywidualnych. Zatem w świetle założenia, iż teoria naukowa jest prawdziwa, gdy jest zgodna z doświadczeniem, metody GDS nie można na razie uznać za metodę potwierdzoną naukowo.
Art.8. Fizjoterapeuta dostarcza rzetelnej informacji społeczeństwu o fizjoterapii i świadczeniach fizjoterapeutycznych.
W związku z brakiem dostatecznego naukowego potwierdzenia założeń metody łańcuchów mięśniowych GDS zgodnie z Art.8. Kodeksu Etycznego Fizjoterapeuty Rzeczypospolitej Polskiej, Pacjenci korzystający z terapii metodą łańcuchów mięśniowych GDS powinni mieć świadomość, iż metoda nie jest jeszcze dostatecznie potwierdzona w badaniach klinicznych.